# Oxycephalus piscator
Oxycephalus piscator är en kräftdjursart som beskrevs av H. Milne Edwards 1830. Oxycephalus piscator ingår i släktet Oxycephalus och familjen Oxycephalidae. Inga underarter finns listade i Catalogue of Life.